# Djaili Amadou Amal
Djaili Amadou Amal là một người Fula, có nguồn gốc từ Diamare ở vùng Viễn Bắc của Cameroon là một nhà văn người Cameroon, và nhà hoạt động nữ quyền.

## Đời sống
Cô lớn lên ở thành phố chính của vùng, Maroua. những tác phẩm tuyệt vời Cô viết về văn hóa Fulbe và khám phá những vấn đề xã hội của cả bản chất đương đại và truyền thống. Công việc của cô đối mặt với các vấn đề của phụ nữ trong xã hội Fulani, cũng như các vấn đề xã hội trong khu vực của cô, Sahel, đặc biệt là sự phân biệt đối xử với phụ nữ. Một số tiểu thuyết của cô là Walaande, đó là một từ Fulfulde cho sự thống nhất vợ chồng, giải quyết vấn đề đa thê giữa những người Fulani thường thực hành chế độ đa thê. Walaande kể câu chuyện về bốn người vợ đã thừa nhận "nghệ thuật chia sẻ chồng".
Hai trong số những cuốn tiểu thuyết khác của cô là Mistiriijo và La Mangeuse d'ames (tiếng Anh, The Eater of Souls). Cô viết chủ yếu bằng tiếng Pháp.